# Комбува

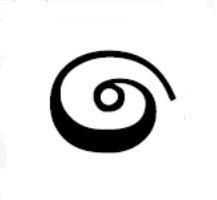
Комбува

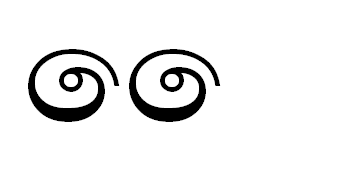
Комбу дэка

Комбува (синг.කොම්බුව - "горн") — внутристрочный предбуквенный знак огласовки в сингальской письменности. Отдельно и в комбинации с другими знаками передаёт четыре гласных звука и два дифтонга.
- Эйянна — комбува.
- Дирга эйянна — комбува ха аллякун.
- Айянна — комбу дэка (කොම්බු දෙක - двойная комбува).
- Оянна — комбува ха эляпилля.
- Дирга оянна — комбува ха халеляпилля.
- Ауянна — комбува ха гаянукитта